# ジェニファー・オニール
ジェニファー・オニール（Jennifer O'Neill,1948年2月20日 - ）はハリウッド女優。

## 略歴
ブラジルのリオデジャネイロ出身。父はスペイン系アイルランド人、母はイギリス人。ティーン時代はモデルとしてテレビ・雑誌で活躍。
1968年より映画・テレビに出演しはじめる。1971年に『おもいでの夏』で若き未亡人を演じ、一躍ハリウッドのスターに。
また自ら19歳で妊娠中絶を経験している事から、熱心な純潔運動家・プロライフ運動家としても精力的に活動している。

## 主な出演作品
- リオ・ロボ Rio Lobo (1970)
- おもいでの夏 Summer of '42 (1971)
- 男と女のあいだ Such Good Friends (1971)
- ダイヤモンド・コネクション Lady Ice (1973)
- リインカーネイション  The Reincarnation of Peter Proud (1975)
- イノセント L'innocente (1976)
- 超高層プロフェッショナル Steel (1979)
- スキャナーズ Scanners (1981)
- トップモデル諜報員 カバー・アップ Cover Up（1984）TVシリーズ